# بزرگراه پان-امریکن

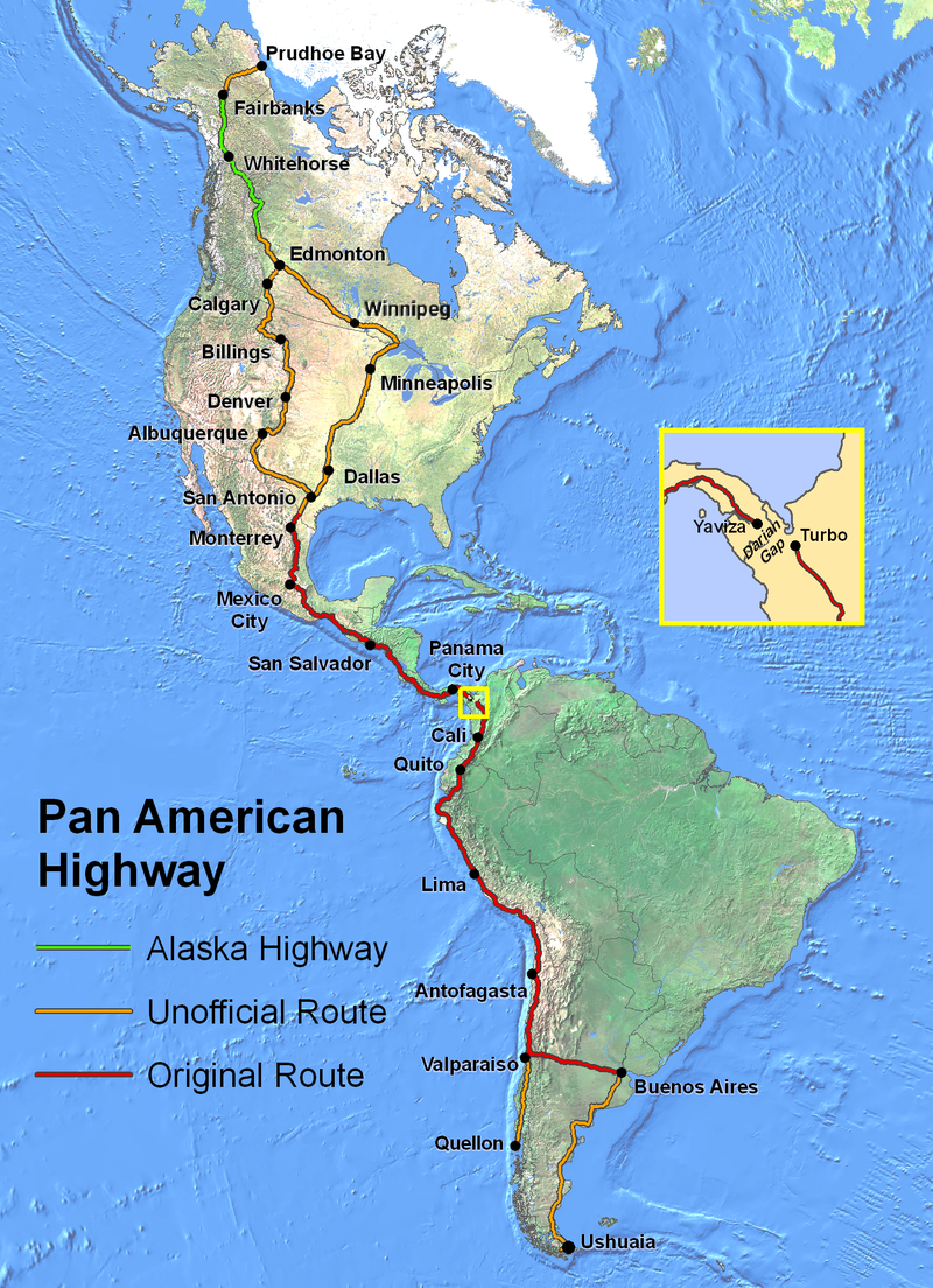
بزرگراه پان-امریکن که از پرودو بی، آلاسکا در ایالات متحده آغاز و تا کیون (شیلی) و اوسوایا در آرژانتین امتداد می‌یابد.

بزرگراه سراسری قارهٔ آمریکا یا بزرگراه پان-اَمِریکَن (انگلیسی: Pan-American Highway) درازترین بزرگراه جهان و مجموعه‌ای از راه‌هاست به درازای تقریبی ۳۰۰۰۰ کیلومتر (۱۹۰۰۰) مایل که از آلاسکا در آمریکای شمالی آغاز می‌گردد و در پایین‌ترین نقطه‌های آمریکای جنوبی پایان می‌یابد.
این مسیر به استثنای یک گسستگی ۱۶۰ کیلومتری پوشیدهٔ از جنگل‌های بارانی که گسست دارین نامیده می‌شود؛ تقریباً تمام کشورهای ساحل اقیانوس آرام در قاره آمریکا را در مجموعه‌ای منظم از جاده‌ها به هم پیوسته می‌گرداند.
بزرگراه سراسری قاره آمریکا بر اساس رکوردهای جهانی گینس طولانی‌ترین مسیر ماشین‌رو جهان است.
به هر روی به سبب وجود ناحیه دارین امکان گذر بین آمریکای جنوبی و آمریکای مرکزی وجود ندارد، اگرچه می‌توان به عنوان مسیر جایگزین از راه دریایی استفاده کرد.
تنها استثنای پیمایش کامل این بزرگراه در ژوئن سال ۱۹۸۴ رخ داد، هنگامیکه لورن و پتی اپتون در طول ۷۴۱ روز، با سخت‌کوشی، خرد کردن و حفاری مسیر جنگلی سخت‌گذر و زمخت ناحیهٔ گپ از آن عبور کردند. این عبور نخستین و تاکنون آخرین عبور به وسیلهٔ خودروی از طول «تمام مسیر» بود که که ناحیه گپ را نیز شامل می‌شد.
در طول مسیر بزرگراه پان‌امریکن بسیاری از اقلیم‌های گوناگون جغرافیایی و گونه‌های مختلف زیستی به چشم می‌خورد، از جنگل‌های متراکم گرفته تا بیابان‌های خشک، به گونه‌ایکه عبور از بعضی از آنها تنها در فصول خشک ممکن است و حتی گاه رانندگی در بعضی از این مناطق خطرناک است.

## کشورهای بزرگراه

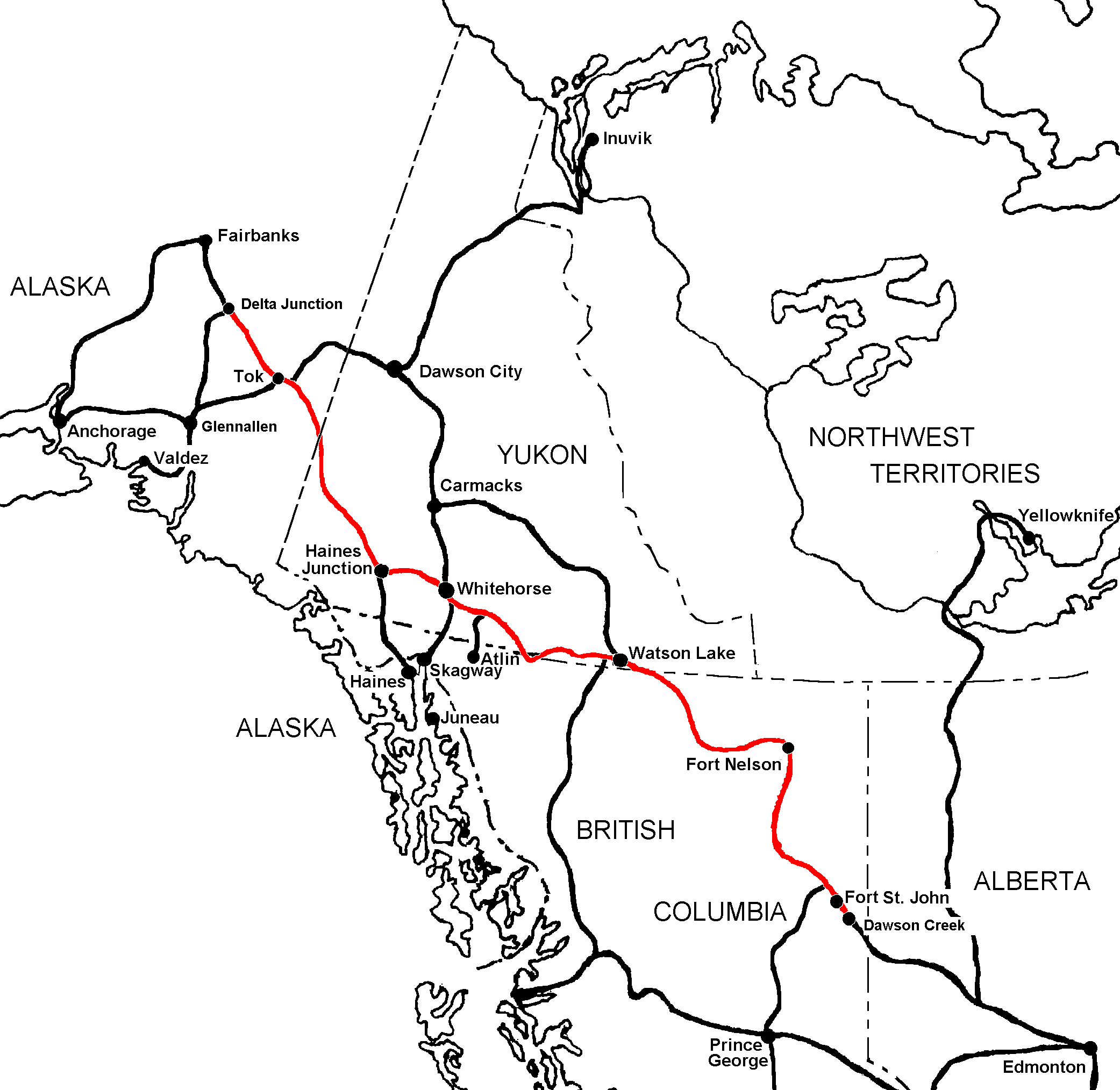
نقشهٔ بزرگراه آلاسکا (قرمز رنگ) بخشی از بزرگراه پان-امریکن

بزرگراه پان‌امریکن شمالی از میان این ۹ کشور عبور می‌کند:
- کانادا (غیررسمی)
- ایالات متحده آمریکا (سیستم رسمی بزرگراه میان‌ایالتی)
- مکزیک
- گواتمالا
- السالوادور
- هندوراس
- نیکاراگوئه
- کاستاریکا
- پاناما

بزرگراه پان‌امریکن جنوبی از میان این ۸ کشور عبور می‌کند:
- سورینام
- گویان
- ونزوئلا
- کلمبیا
- اکوادور
- پرو
- شیلی
- آرژانتین

دیگر شاخه‌های مهم این بزرگراه همچنین از این ۴ کشور می‌گذرند:
- بولیوی
- برزیل
- پاراگوئه
- اروگوئه